# مت باراس (بازیکن فوتبال، زاده ۱۸۹۹)
مت باراس (انگلیسی: Matt Barrass; ۱۴ فوریهٔ ۱۸۹۹ – ۱۹۵۳ (۵۳−۵۴ سال)) بازیکن فوتبال اهل بریتانیا بود.
از باشگاه‌هایی که در آن بازی کرده‌است می‌توان به باشگاه فوتبال شفیلد ونزدی، باشگاه فوتبال منچستر سیتی، و باشگاه فوتبال بلکپول اشاره کرد.